# Hemiblossia bouvieri
Espèce
Hemiblossia bouvieri est une espèce de solifuges de la famille des Daesiidae.

## Distribution
Cette espèce se rencontre en Afrique du Sud, en Namibie, en Angola, en Zambie, au Zimbabwe et au Kenya.

## Description
La femelle décrite par Roewer en 1933 mesure 9 mm.

## Publication originale
- Kraepelin, 1899 : Zur Systematik der Solifugen. Mitteilungen aus dem Naturhistorischen Museum in Hamburg, vol. 16, p. 195–259 (texte intégral).